# Temporada 2005 del fútbol colombiano
La Temporada 2005 del fútbol colombiano abarcó todas las actividades relativas a campeonatos de fútbol profesional, nacionales e internacionales, disputados por clubes colombianos, y por las selecciones nacionales de este país, en sus diversas categorías.

## Torneos locales

### Categoría Primera A

#### Apertura
- Final

| Fecha                                                          | Ciudad   | Equipo local      | Resultado | Equipo visitante  |
| -------------------------------------------------------------- | -------- | ----------------- | --------- | ----------------- |
| 22 de junio                                                    | Bogotá   | Santa Fe          | 0 - 0     | Atlético Nacional |
| 26 de junio                                                    | Medellín | Atlético Nacional | 2 - 0     | Santa Fe          |
| Atlético Nacional es el campeón con el marcador global de 2-0. |          |                   |           |                   |

|                                      |
| Bandera de Colombia                  |
| Campeón Atlético Nacional 8.º título |

#### Finalización
- Final

| Fecha                                                       | Ciudad    | Equipo local   | Resultado | Equipo visitante |
| ----------------------------------------------------------- | --------- | -------------- | --------- | ---------------- |
| 14 de diciembre                                             | Cartagena | Real Cartagena | 0 - 2     | Deportivo Cali   |
| 18 de diciembre                                             | Cali      | Deportivo Cali | 1 - 0     | Real Cartagena   |
| Deportivo Cali es el campeón con el marcador global de 3-0. |           |                |           |                  |

|                                   |
| Bandera de Colombia               |
| Campeón Deportivo Cali 8.º título |

#### Tabla de reclasificación
Contiene la sumatoria de los puntajes obtenidos por cada equipo en los Torneo Apertura y Torneo Finalización de la Primera A Define a los tres equipos que jugarán la Copa Libertadores 2006 y los dos que estarán en la Copa Sudamericana 2006.
| Pos | Equipo                 | Pts | PJ | G  | E  | P  | GF | GC | Dif |
| --- | ---------------------- | --- | -- | -- | -- | -- | -- | -- | --- |
| 1.  | Atlético Nacional      | 80  | 44 | 21 | 17 | 6  | 71 | 41 | 30  |
| 2.  | Santa Fe               | 78  | 50 | 21 | 15 | 14 | 54 | 48 | 6   |
| 3.  | Deportivo Cali         | 75  | 50 | 20 | 15 | 15 | 73 | 59 | 14  |
| 4.  | Independiente Medellín | 72  | 48 | 22 | 6  | 20 | 70 | 68 | 2   |
| 5.  | Deportes Tolima        | 67  | 42 | 18 | 13 | 11 | 58 | 41 | 17  |
| 6.  | Junior                 | 64  | 42 | 19 | 7  | 16 | 55 | 58 | -3  |
| 7.  | Once Caldas            | 64  | 48 | 16 | 16 | 16 | 59 | 57 | 2   |
| 8.  | Real Cartagena         | 63  | 44 | 18 | 9  | 17 | 53 | 48 | 5   |
| 9.  | Envigado F. C.         | 59  | 42 | 15 | 14 | 13 | 62 | 52 | 10  |
| 10. | América de Cali        | 59  | 42 | 16 | 11 | 15 | 56 | 55 | 1   |
| 11. | Deportivo Pasto        | 51  | 36 | 13 | 12 | 11 | 42 | 39 | 3   |
| 12. | Deportivo Pereira      | 51  | 42 | 13 | 10 | 19 | 50 | 59 | -9  |
| 13. | Atlético Huila         | 49  | 42 | 12 | 13 | 17 | 44 | 56 | -12 |
| 14. | Atlético Bucaramanga   | 47  | 36 | 12 | 11 | 13 | 38 | 34 | 4   |
| 15. | Millonarios            | 45  | 36 | 11 | 12 | 13 | 47 | 54 | -7  |
| 16. | Deportes Quindío       | 41  | 36 | 11 | 8  | 17 | 32 | 51 | -19 |
| 17. | Boyacá Chicó           | 37  | 36 | 9  | 10 | 17 | 30 | 43 | -13 |
| 18. | Unión Magdalena        | 23  | 36 | 4  | 11 | 21 | 26 | 57 | -31 |

 Pts=Puntos; PJ=Partidos jugados; G=Partidos ganados; E=Partidos empatados; P=Partidos perdidos; GF=Goles a favor; GC=Goles en contra; DIF=Diferencia de gol.
|  | Campeón, clasificado a la fase de grupos de la Copa Libertadores 2006. |
|  | Clasificado a la primera fase de la Copa Libertadores 2006.            |
|  | Clasificado a la Copa Sudamericana 2006.                               |

#### Tabla del descenso
Los ascensos y descensos en el fútbol colombiano se definen por la Tabla de descenso, la cual promedia las campañas 2003-I, 2003-II, 2004-I, 2004-II, 2005-I, 2005-II. Los puntos de la tabla se obtienen de la división del puntaje total entre partidos jugados.
El último  en dicha tabla descenderá a la Categoría Primera B dándole el ascenso directo al campeón de la segunda categoría.
En la Tabla del descenso no cuentan los partidos por cuadrangulares semifinales ni final del campeonato. Únicamente los de la fase todos contra todos.
| Pos | Equipo                 | PTS | PJ  |
| --- | ---------------------- | --- | --- |
| 1.  | América de Cali        | 193 | 108 |
| 2.  | Deportivo Cali         | 183 | 108 |
| 3.  | Atlético Nacional      | 170 | 108 |
| 4.  | Deportes Tolima        | 168 | 108 |
| 5.  | Independiente Medellín | 167 | 108 |
| 6.  | Once Caldas            | 167 | 108 |
| 7.  | Junior                 | 164 | 108 |
| 8.  | Independiente Santa Fe | 144 | 108 |
| 9.  | Atlético Bucaramanga   | 144 | 108 |
| 10. | Deportivo Pasto        | 142 | 108 |
| 11. | Millonarios            | 141 | 108 |
| 12. | Deportivo Pereira      | 141 | 108 |
| 13. | Envigado F. C.         | 139 | 108 |
| 14. | Real Cartagena         | 130 | 108 |
| 15. | Atlético Huila         | 127 | 108 |
| 16. | Deportes Quindío       | 119 | 108 |
| 17. | Boyacá Chicó           | 114 | 108 |
| 18. | Unión Magdalena        | 104 | 108 |

|  | Descendido a la Categoría Primera B |

Pts=Puntos; PJ=Partidos jugados; Prom=Promedio para el descenso
| Categorías          | Equipo descendido | Equipo ascendido |
| ------------------- | ----------------- | ---------------- |
| Primera A Primera B | Unión Magdalena   | Cúcuta Deportivo |

### Categoría Primera B
|                                     |
| Bandera de Colombia                 |
| Campeón Cúcuta Deportivo 2.º título |

## Torneos internacionales

### Copa Libertadores
Los representativos colombianos fueron:
| Equipo          | Pt | PJ | PG | PE | PP | GF | GC | DG |
| --------------- | -- | -- | -- | -- | -- | -- | -- | -- |
| América de Cali | 15 | 8  | 5  | 0  | 3  | 12 | 8  | 4  |

- Eliminado en el Grupo 1.

| Equipo | Pt | PJ | PG | PE | PP | GF | GC | DG |
| ------ | -- | -- | -- | -- | -- | -- | -- | -- |
| Junior | 16 | 10 | 5  | 1  | 4  | 16 | 18 | -2 |

- Eliminado en octavos de final por Boca Juniors.

| Equipo                 | Pt | PJ | PG | PE | PP | GF | GC | DG |
| ---------------------- | -- | -- | -- | -- | -- | -- | -- | -- |
| Independiente Medellín | 10 | 8  | 3  | 1  | 4  | 14 | 13 | 1  |

- Eliminado en octavos de final por Banfield.

| Equipo      | Pt | PJ | PG | PE | PP | GF | GC | DG |
| ----------- | -- | -- | -- | -- | -- | -- | -- | -- |
| Once Caldas | 10 | 8  | 2  | 4  | 2  | 8  | 7  | 1  |

- Eliminado en octavos de final por Tigres.

### Copa Sudamericana
Los representativos colombianos fueron:
| Equipo            | Pt | PJ | PG | PE | PP | GF | GC | DG |
| ----------------- | -- | -- | -- | -- | -- | -- | -- | -- |
| Atlético Nacional | 10 | 6  | 3  | 1  | 2  | 13 | 10 | 3  |

- Eliminado en octavos de final por América de México .

| Equipo         | Pt | PJ | PG | PE | PP | GF | GC | DG |
| -------------- | -- | -- | -- | -- | -- | -- | -- | -- |
| Deportivo Cali | 3  | 2  | 1  | 0  | 1  | 2  | 2  | 0  |

- Eliminado en primera fase por Atlético Nacional.

## Selección nacional masculina

### Mayores
| Fecha           | Lugar                                                               | Rival             | Marcador | Competencia                 | Goles de Colombia                                                                                  |
| --------------- | ------------------------------------------------------------------- | ----------------- | -------- | --------------------------- | -------------------------------------------------------------------------------------------------- |
| 15 de enero     | Los Angeles Memorial Coliseum Los Ángeles, Estados Unidos           | Corea del Sur     | 2 - 1    | Amistoso                    | Jairo Castillo 41' Edixon Perea 75'                                                                |
| 17 de enero     | Los Angeles Memorial Coliseum Los Ángeles, Estados Unidos           | Guatemala         | 1 - 1    | Amistoso                    | Héctor Hurtado 30'                                                                                 |
| 23 de febrero   | Estadio Carlos González y González Culiacán, México                 | México            | 1 - 1    | Amistoso                    | Edixon Perea 59'                                                                                   |
| 9 de marzo      | Titan Stadium Fullerton, Estados Unidos                             | Estados Unidos    | 3 - 0    | Amistoso                    | -                                                                                                  |
| 26 de marzo     | Estadio José Encarnación Romero Maracaibo, Venezuela                | Venezuela         | 0 - 0    | Eliminatorias Alemania 2006 | -                                                                                                  |
| 30 de marzo     | Estadio Monumental Antonio Vespucio Liberti Buenos Aires, Argentina | Argentina         | 1 - 0    | Eliminatorias Alemania 2006 | -                                                                                                  |
| 31 de mayo      | Giants Stadium Nueva York, Estados Unidos                           | Inglaterra        | 2 - 3    | Amistoso                    | Mario Yepes 45' Aldo Leão Ramírez 78'                                                              |
| 4 de junio      | Estadio Metropolitano Roberto Meléndez Barranquilla, Colombia       | Perú              | 5 - 0    | Eliminatorias Alemania 2006 | Luis Gabriel Rey 29' Elkin Soto 55' Juan Pablo Ángel 58' John Javier Restrepo 75' Edixon Perea 78' |
| 7 de junio      | Estadio Metropolitano Roberto Meléndez Barranquilla, Colombia       | Ecuador           | 3 - 0    | Eliminatorias Alemania 2006 | Tressor Moreno 5' y 9' Martín Arzuaga 65'                                                          |
| 6 de julio      | Orange Bowl Miami, Estados Unidos                                   | Panamá            | 0 - 1    | Copa de Oro                 | -                                                                                                  |
| 10 de julio     | Orange Bowl Miami, Estados Unidos                                   | Honduras          | 2 - 1    | Copa de Oro                 | Tressor Moreno 30'                                                                                 |
| 12 de julio     | Orange Bowl Miami, Estados Unidos                                   | Trinidad y Tobago | 2 - 0    | Copa de Oro                 | Brent Rahim 77' (a.g.) Héctor Hurtado 79'                                                          |
| 17 de julio     | Reliant Stadium Houston, Estados Unidos                             | México            | 1 - 2    | Copa de Oro                 | Jaime Castrillón 59' Jairo Patiño 75'                                                              |
| 21 de julio     | Giants Stadium Nueva York, Estados Unidos                           | Panamá            | 2 - 3    | Copa de Oro                 | Jairo Patiño 63' y 89'                                                                             |
| 1 de septiembre | Estadio Centenario Montevideo, Uruguay                              | Uruguay           | 3 - 2    | Eliminatorias Alemania 2006 | Elkin Soto 79' Juan Pablo Ángel 80'                                                                |
| 8 de octubre    | Estadio Metropolitano Roberto Meléndez Barranquilla, Colombia       | Chile             | 1 - 1    | Eliminatorias Alemania 2006 | Luis Gabriel Rey 24'                                                                               |
| 11 de octubre   | Estadio Defensores del Chaco Asunción, Paraguay                     | Paraguay          | 0 - 1    | Eliminatorias Alemania 2006 | Luis Gabriel Rey 6'                                                                                |

## Selección nacional femenina

#### Juegos Bolivarianos
| Equipo             | Pts. | PJ | PG | PE | PP | GF | GC | Dif. | Rend. |
| ------------------ | ---- | -- | -- | -- | -- | -- | -- | ---- | ----- |
| Selección Colombia | 12   | 6  | 4  | 0  | 2  | 12 | 7  | 5    | 66,7% |

- Resultado final: Medalla de plata